# الكرك الشرقي
الكرك الشرقي (وهو اسم عربي يعني الحصن) هي قرية سورية تتبع إدارياً ناحية المسيفرة في محافظة درعا، وتقع جنوب شرق سهل حوران. يبلغ عدد سكان القرية حوالي 25,000 نسمة، وهي تقع في سهل متموِّج من منطقة حوران، إذ يرتفع وسطها عن ضواحيها. تحدها من الشمال قرية رخم، ومن الجنوب بلدة المسيفرة، ومن الغرب الغارية الشرقية، ومن الشرق أم ولد[ ؟ ].ومن الشمال الغربي [الحراك]  ومن الشمال الشرقي قرية [سكاكا] التابعة لمحافظة السويداء يتألف معظم سكانها بالأصل من قبائل عربية هاجرت إلى جبل العرب ثم استقرَّت بسهل حوران، وكذلك وفدت بعضها مع حملة إبراهيم محمد علي باشا لغزو الدولة العثمانية في الشام خلال القرن التاسع عشر. يعتمد بعض سكان البلدة على السفر إلى دول الخليج العربي لتحصيل دخلهم، كما توجد فيها عدة مدارس، وبها عددٌ من الأطباء والمهندسين والمدرسين.
السكان
يقدر عدد سكان الكرك الشرقي حسب اخر إحصاء حوالي 25,000 نسمة كلهم مسلمون سنة.
كما يوجد فيها 7 مساجد اشهرها واقدمها المسجد العمري أو كما يسمى جامع الحجر

الجغرافيا
تقع الكرك الشرقي  في سهل متموِّج من منطقة حوران، إذ يرتفع وسطها عن ضواحيها
كما تتميز بالطبيعة الخلابة خاصة في فصل الربيع
يعبر بلدة الكرك الشرقي  وادي الذهب الذي ينبع من جبل العرب, وينتهي به المطاف إلى حوض وادي اليرموك. بعد امتلأ سد الكرك الشرقي لقد أصبح يجري الوادي لفترات زمنية قصيرة في فصل الشتاء، إلا أنه قبل فترة من الزمن كان يجري لفترات أطول كانت تمتد حتى بدايات الصيف وبغزارة كبيرة، وقيل أنه كان في الماضي نهراً جارياً على مدار العام.
من أشهر المحاصيل الزراعية التي تفيض بها بلدة الكرك الشرقي القمح والشعير والحمص وجميع أنواع البقوليات, بالإضافة إلى الخضراوات بمختلف أنواعها أشجار الحمضيات والزيتون والعنب. وتتميز البلدة بالطقس المعتدل صيفاً البارد شتاءً. 

التاريخ
تتميز البلدة بوقوعها في منطقة أثرية هامة، تعود للعصر البيزنطي إذ يرتفع وسطها عن ضواحيها  كان اسم البلدة في الماضي كرك الأسوار والتي تعني الحصن  أو السور وكان لها بوابتان بوابة شرقية وشوربة غربية لاتزال آثارها إلى اليوم يوجود بها آثار واضحة العيان إلى يومنا هذا . كانت في الماضي مركزاً هاماً من مراكز الرومان[؟]، حيث أنها طريق تجاري بارز بين بلاد الشام والجزيرة العربية أو بلاد الحجاز، وتقع نتيجة لذلك الكثير من الآثار الرومانية حول البلدة.

التعليم
ترتفع فيها نسبة الحاصلين على الشهادات الجامعية في مختلف الاختصاصات 
كما يوجد في البلدة  أكثر من 14 مدرسة تتوزع بين ثانوية واعدادية وابتدائي وروضة أطفال 